# Wywierzysko Olczyskie

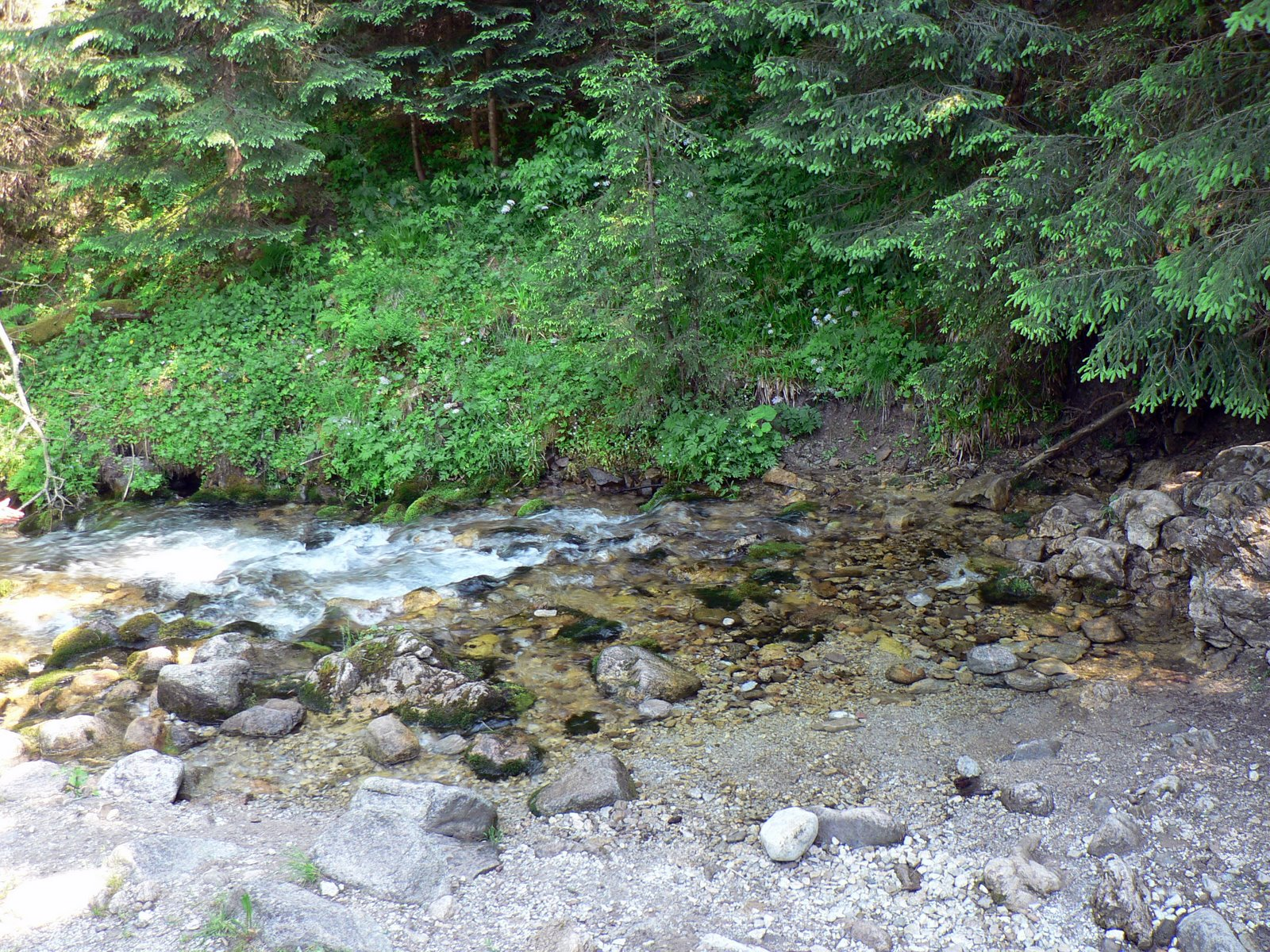
Wywierzysko Olczyskie

Wywierzysko Olczyskie – wywierzysko położone na Olczyskiej Polanie w Dolinie Olczyskiej w Tatrach Zachodnich, na wysokości 1063 m n.p.m., u podnóży Skupniowego Upłazu, po zachodniej stronie rozległej hali.
Jest to największe wywierzysko w całych polskich Tatrach. Według pomiarów z 1900 r. jego wydajność wynosiła 500 l/s, obecnie jest mniejsza i bardzo zmienna. Przy wysokich stanach wód wynosi nawet 6000 l/s, a przy niskich spada do 130–200 l/s. Po silnych opadach w górnej części wywierzyska można zaobserwować strumień wody wypływający ze szczeliny skalnej i wznoszący się na kilkadziesiąt centymetrów w górę. Otwór tego wywierzyska znajduje się na linii wielkiego pęknięcia tektonicznego, oprócz głównego otworu w pobliżu znajdują się jeszcze dwa mniejsze źródła. Średnia temperatura wody wynosi 4,5–5,2 °C, co wskazuje na to, że podziemne przepływy zasilające to źródło znajdują się niezbyt głęboko.
Barwienia wód wykazały, że wywierzysko to zasilane jest wodami z doliny Pańszczycy, które przepływają podziemnymi kanałami poniżej koryta Suchej Wody Gąsienicowej. To jest przyczyną zanikania wód Pańszczyckiego Potoku na niektórych odcinkach. Czas przepływu wody podziemnymi systemami szczelin krasowych z ponorów leżących w dolinie Pańszczycy do wypływu w wywierzysku wynosi ponad 40 godzin.
W wodach wywierzyska stwierdzono występowanie skorupiaka studniczka tatrzańskiego. W 1999 wywierzysko zostało zdemolowane przez wandali, co sprawia, że w chwili obecnej wypływ następuje prawie wyłącznie z okrągłego zagłębienia wśród głazów i skał.
Wywierzysko Olczyskie daje początek Olczyskiemu Potokowi.